# Mulgrew Miller

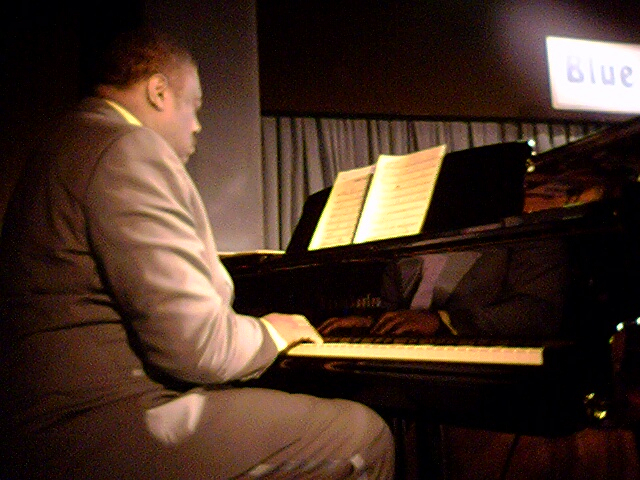
Mulgrew Miller (2004)

Mulgrew Miller (* 13. August 1955 in Greenwood, Mississippi; † 29. Mai 2013 in Allentown, Pennsylvania) war ein US-amerikanischer Jazzpianist und Komponist.

## Leben
Mulgrew Miller war in seiner Jugend früh von vielfältiger Musik umgeben. Er spielte Gospelmusik in der Kirche in Memphis und Rhythm & Blues auf Tanzveranstaltungen. Jazzplatten seines Bruders erweckten sein Interesse für Jazz, und er bewegte sich als Schüler auf der High School mit einer eigenen Band, die auf Cocktailpartys spielte, in Richtung Jazz. Sein entscheidendes Hörerlebnis war ein Fernsehauftritt von Oscar Peterson, den er mit 14 Jahren sah und der in ihm den Entschluss reifen ließ, Jazzpianist zu werden. Er besuchte die Memphis State University, wo er sich mit seinen Mitstudenten, den Jazzpianisten James Williams (dessen Kompositionen er nach dessen Tod 2004 ein eigenes Album widmete) und Donald Brown, anfreundete. Zusammen hörten sie häufiger Auftritte von Phineas Newborn im Gemini, der neben Peterson ein prägender Einfluss auf Miller war. Mit Brown und Williams spielte er dessen Musik in den 1990er Jahren im Contemporary Piano Ensemble.
Am 29. Mai 2013 erlag Miller den Folgen eines Schlaganfalls.

## Wirken
1977 wurde er, nachdem er nach Los Angeles gezogen war, Pianist in der von Mercer Ellington geführten Ellington-Ghostband; bei ihnen blieb er drei Jahre. 1977 tourte er in Europa. Zuvor war er als Student für deren Pianisten eingesprungen. Im Jahr 1980 begleitete er (auf Empfehlung von Cedar Walton) acht Monate lang Betty Carter und kam bei dieser Gelegenheit in die New Yorker Jazzszene. Nach kurzer Zeit mit Johnny Griffin war er 1981 bis 1983 Mitglied des Quintetts von Woody Shaw, zu hören auf Basel 1980 und Lotus Flower. Von 1983 bis 1986 war er Mitglied von Art Blakeys Jazz Messengers. Dann spielte er sieben Jahre (1986 bis 1994) in Tony Williams’ Quintett, der ihn anfangs für eine Blue-Note-Session holte und mit dem er Mitte der 1980er Jahre u. a. in Köln gastierte. 
Gleichzeitig begann Miller als Bandleader Aufnahmen zu machen, zuerst 1985 bei Landmark (Keys to the City). Als Leader spielte er sowohl im Trio als auch im Quintett. Sein Trio bestand lange Jahre aus Richie Goode am Bass und Karriem Riggins am Schlagzeug, später mit Riggins und Derrick Hodge am Bass (bei den Aufnahmen Live at Yoshi’s  2004, 2005). Weitere Mitglieder seiner Rhythmusgruppen waren der Bassist Ira Coleman und der Schlagzeuger Marvin Smitty Smith (z. B. auf seinem Debütalbum), sowie der Bassist Charnett Moffett und die Schlagzeugerin Terri Lyne Carrington (z. B. auf ihrem zweiten Album Work) und der aus Memphis stammende Schlagzeuger Tony Reedus, mit dem er schon bei Woody Shaw spielte. Ein weiteres langjähriges Projekt war sein Quintett Wingspan mit (in der ursprünglichen Besetzung) zusätzlich zu Goode und Riggins Steve Wilson am Altsaxophon und Steve Nelson am Vibrafon, mit denen er zuerst 1987 aufnahm (Wingspan, gefolgt von The Sequel 2002). Miller trat auch als Komponist hervor – beispielsweise auf seinem Album Hand in Hand (u. a. mit Kenny Garrett und Joe Henderson) von 1992 spielt er Eigenkompositionen.
Miller begleitete die Sängerinnen Dianne Reeves und Cassandra Wilson und spielte u. a. mit Donald Byrd, Terell Stafford, Toots Thielemans, Wallace Roney, Gary Bartz (im Quintett 1987), Gary Thomas, Bobby Hutcherson, Joe Lovano.
Anlässlich der Feiern zu Duke Ellingtons 100. Geburtstag 1999 spielte Mulgrew Miller mit dem Bassisten Niels-Henning Ørsted Pedersen im Duo (nach dem Vorbild des Duette Ellingtons mit Jimmy Blanton, veröffentlicht als The Duets, 1999) und tourte in Deutschland. Danach war er mit Steve Turre zusammen auf Festivals zu hören. Sie spielten Musik von Rahsaan Roland Kirk und knüpften an ihre frühere Zusammenarbeit an. 2006 trat er auf dem JazzBaltica-Festival in Salzau mit seinem Trio auf. 2012 entstand mit Klüvers Big Band das Album Grew’s Tune. Posthum erschien 2021 das Album In Harmony, ein Konzertmitschnitt mit dem Trompeter Roy Hargrove 2006/07.
An der William Paterson University war Mulgrew Miller (als Nachfolger des verstorbenen James Williams) Leiter des Jazzstudienprogramms.

## Stilistische Einordnung
Joachim-Ernst Berendts und Günther Huesmanns Jazzbuch ordnet Mulgrew Miller in den Neo-Hardbop ein, beeinflusst u. a. von der Coltrane-McCoy Tyner Tradition. „Miller emotionalisiert das klassizistische Jazz-Piano mit vitaler attacca und einem wogenden Sinn für musikalische Höhepunkte: eindrucksvolle spritzige, agile Linien und pralle Akkorde voll unerwarteter Wendungen.“ Brian Priestley sieht Miller als „brillanten Techniker, der wesentliche Einflüsse des Jazzpianos der 60er und 70er Jahre verarbeitet hat“. Nach Richard Cook und Brian Morton ist der Hard Bop Millers „natürliches Metier“.

Ein prinzipielles Beispiel für Mulgrew Millers Stimmführung in einer VI – II – V – I Akkordverbindung (in G-Dur).
Durch die tiefe Quinte im A-7 ergeben sich beim Übergang zu D7 wichtige Stimmkreuzungen, wobei sich die zweite und fünfte Stimme abwechselnd in Terzen und Sekunden bewegen. Die Verdoppelungen der wichtigen Töne Terz und Septime oder nur der Septime sind auffallend. Es gibt Pianisten, die einen ähnlichen Klang erzeugen, weil sie eine ähnliche Stimmführung verwenden: Horace Silver, Walter Davis Jr., Sam Dockery oder Ray Charles.

## Diskografische Hinweise

### Als Leader
| Albumtitel                             | Albumdetails |
| -------------------------------------- | --- |
| Keys to the City                       | - Datum: 28. Juni 1985 - Ort: New York City - Label: Landmark Records - Musiker: Mulgrew Miller (p), Ira Coleman (b), Marvin 'Smitty' Smith (d)                                                                                    |
| Work!                                  | - Datum: 23. und 24. April 1986 - Ort: New York City - Label: Landmark Records - Musiker: Mulgrew Miller (p), Charnett Moffett (b), Terri Lyne Carrington (d)                                                                      |
| Wingspan                               | - Datum: 11. Mai 1987 - Ort: New York City - Label: Landmark Records - Musiker: Kenny Garrett (f, as), Steve Nelson (vib), Mulgrew Miller (p), Charnett Moffett (b), Tony Reedus (d), Rudy Bird (perc)                             |
| The Countdown                          | - Datum: 15. und 16. August 1988 - Ort: Fantasy Studios, Berkeley CA - Label: Landmark Records - Musiker: Joe Henderson (ts), Mulgrew Miller (p), Ron Carter (b), Tony Williams (d)                                                |
| From Day to Day                        | - Datum: 14. und 15. 1990 - Ort: BMG Recording Studios, New York City - Label: Landmark Records - Musiker: Mulgrew Miller (p), Robert Hurst (b), Kenny Washington (d)                                                              |
| Time and Again                         | - Datum: 19. und 21. August 1991 - Ort: BMG Recording Studios, New York City - Label: Landmark Records - Musiker: Mulgrew Miller (p), Peter Washington (b), Tony Reedus (d)                                                        |
| Hand in Hand                           | - Datum: 16. und 18. Dezember 1992 - Ort: New York City - Label: RCA - Musiker: Kenny Garrett (ss, as), Joe Henderson (ts), Eddie Henderson (t, fh), Steve Nelson (vib), Mulgrew Miller (p), Christian McBride (b), Lewis Nash (d) |
| With our own Eyes                      | - Datum: 21. und 22. Dezember 1993 - Ort: New York City - Label: RCA - Musiker: Mulgrew Miller (p), Richie Goods (b), Tony Reedus (d)                                                                                              |
| Getting to Know You                    | - Datum: 20. und 21. März 1995 - Ort: New York City - Label: RCA - Musiker: Mulgrew Miller (p), Richie Goods (b), Karriem Riggins (d), Big Black (cga), Steve Kroon (perc)                                                         |
| Radiomitschnitt                        | - Datum: Mai 1996 - Ort: Bern Jazz Festival, Bern, Schweiz - Musiker: Mulgrew Miller, Kenny Barron (p) |
| The Duets                              | - Datum: 15. Januar 1999 - Ort: Kopenhagen, Dänemark - Label: Bang & Olufsen - Musiker: Mulgrew Miller (p), Niels-Henning Ørsted Pedersen (b)                                                                                      |
| The Sequel                             | - Datum: 5. und 6. Juni 2002 - Ort: New York City - Label: Maxjazz - Musiker: Steve Wilson (ss, as), Duane Eubanks (t), Steve Nelson (vib), Mulgrew Miller (p), Richie Goods (b), Karriem Riggins (d)                              |
| Live at the Kennedy Center, Volume One | - Datum: 5. September 2002 - Ort: Kennedy Center, Washington, DC - Label: Maxjazz - Musiker: Mulgrew Miller (p), Derrick Hodge (b), Rodney Green (d)                                                                               |
| Live at Yoshi’s                        | - Datum: 22. und 23. Juli 2003 - Ort: Yoshi’s, Oakland CA - Label: Maxjazz - Musiker: Mulgrew Miller (p), Derrick Hodge (b), Karriem Riggins (d)                                                                                   |
| The Duo - Live!                        | - Datum: 2000 - Ort: North Sea Festival - Label: Storyville - Musiker: Niels-Henning Ørsted Pedersen (NHØP) (b) / Mulgrew Miller (p)                                                                                               |

### Als Sideman
Woody Shaw
- Lotus Flower, 1982, Enja
- Live in Bremen 1983, Elemental Muaic (ed. 2018)

Mit Tony Reedus
- The Far Side, 1988, Jazz City (mit Bill Evans am Sopransaxophon)

Mit Art Blakey und den Jazz Messengers
- Live at Kimball’s, 1986, Concord
- The New York Scene, 1984, Concord

Mit Cassandra Wilson
- Blue Skies, 1988, JMT

Mit Kenny Garrett
- Garrett 5, 1989, Bellaphon
- African Exchange Student, 1990, Atlantic Jazz

Mit Dianne Reeves
- That Day, 1997, Blue Note.

Mit Tony Williams
- Young at Heart, 1996, Columbia

Mit David Klein Quintet feat. Miriam Klein
- My Marilyn, 2001, Enja